# Takácsné György Katalin
Takácsné György Katalin (Budapest, 1959. január 3. –) magyar agrárközgazdász, egyetemi tanár. A közgazdaságtudományok kandidátusa (1995).
Kutatási területe a növénytermesztés és a növényvédeelm ökonómiája, az átalakuló mezőgazdaság vállalkozási formái, működési feltételei és a vállalkozások finanszírozása.

## Életpályája
1977–1982 között a Gödöllői Agrártudományi Egyetem Mezőgazdaságtudományi Karán növényvédelmi szakirányban okleveles agrármérnök lett.
1982–1985 között a Gödöllői Agrár Fejlesztő Közös Vállalat (GBBR) tápanyaggazdálkodó szakembere volt. 1985–2000 között a Gödöllői Agrártudományi Egyetem Üzemtani Tanszékén oktatott. 1989-ben a Gödöllői Agrártudományi Egyetemen egyetemi doktori címet szerzett.
1990–1992 között a Gödöllői Agrártudományi Egyetem Vállalatgazdaságtani Intézetében Vállalatgazdaság elemző szakmérnök szakán mérlegképes könyvelői végzettséget szerzett. 1993-ban adótanácsadói szakvizsgát tett. 1996-tól egyetemi docens. 1997-ben PhD. fokozatot szerzett közgazdaságtudományból. 
2000–2011 között a Szent István Egyetem Vállalatgazdasági és Szervezési Intézetének Üzemtani Tanszékén oktatott. 2001-ben habilitált közgazdaságtudományból.
2010–2013 között a Károly Róbert Főiskola Közgazdasági, Módszertani és Informatikai Intézetének egyetemi docense, 2010-2016 között egyetemi tanára volt. 2016-tól az Óbudai Egyetem Keleti Károly Gazdasági Karának Szervezési és Vezetési Intézetében egyetemi tanárként dolgozik. 2019-től az Országos Tudományos Diákköri Tanács Közgazdaságtudományi szakbizottságának elnöke.

## Magánélete
1978-ban házasságot kötött Takács Istvánnal. Három lányuk született: Eszter (1979–), Zsófia (1981–) és Emese (1985–).

## Művei
- Üzleti terv készítése mezőgazdasági vállalkozásokhoz (1992)
- Üzleti terv (1992)
- Vállalatgazdaságtan: Növénytermesztési ágazatok szervezése és ökonómiája (1996)
- Alapvető pénzügyi ismeretek mezőgazdasági tevékenységet folytatók részére (1996)
- Vállalkozásgazdaságtan (1996)
- Gazdálkodók kézikönyve 1996-1997-1998, 2001-2002. Értékesítés, jogi szabályozás, pénzügyek és termelés a mezőgazdaságban: Cserelapos kézikönyv (1996-1998, 2001-2002)
- Pénzügyi ismeretek: Vállalkozásfinanszírozás (1997, 2000)
- Stratégiai menedzsment (1997-1998, 2008)
- Az üzleti terv készítés alapjai (1997)
- Az IPP beruházás támogatási rendszer monitorja és értékelése a Központi Régióban (1997)
- Az IPP beruházás támogatási rendszer 1997‑1998‑as évi monitoring tevékenységének értékelése a Központi Régióban (1998)
- Vállalati eszközgazdálkodás (1999)
- Gazdálkodók kézikönyve: értékesítés, jogi szabályozás, pénzügyek és termelés a mezőgazdaságban I. (1999-2000)
- Kézikönyv gazdasági és pénzügyi döntések megalapozására vidéki vállalkozási együttműködések számára (2000)
- Vállalatgazdaságtan: Távoktatási jegyzet (2001)
- Mezőgazdasági vízgazdálkodás gazdasági kérdései: Vállalatgazdasági alapok (2003)
- Vállalatgazdaságtan (2003, 2005)
- SAPARD Program: Tervezési segédlet (2003)
- Vállalati erőforrás-gazdálkodás (2004)
- Vállalkozási alapismeretek (2004)
- Gazdálkodók kézikönyve 2004. 38. kiegészítő: Cserelapos kézikönyv (2004)
- Agrártámogatások és -pályázatok 2004: Cserelapos mappa (2004)
- A növényvédőszerhasználat-csökkentés gazdasági hatásai (szerkesztő, 2006)
- Üzemtan (2007)
- Tradíció és innováció: nemzetközi konferencia: Előadások és almanach (2007)
- Tradíció és Innováció: Nemzetközi tudományos konferencia a Szent István Egyetem Gazdaság- és Társadalomtudományi Karának jubileumi konferenciája: előadások összefoglalói (2007)
- Gazdaságilag optimális környezetkímélő herbicid alkalmazást célzó folyamatszervezési, -irányítási és alkalmazási programok kifejlesztése (2008)
- Üzemtan I.-II. (2008)
- A precíziós növénytermelés közgazdasági összefüggései (2011)
- A gazdaságstatisztika szerepe az oktatásban: konferencia és megemlékezés: Absztraktgyűjtemény (2017)
- A precíziós szántóföldi növénytermesztés összehasonlító vizsgálata (2017)
- Statisztika az oktatásban - Hogyan szerettethető meg? konferencia és megemlékezés: Absztraktgyűjtemény (2018)
- "Az életet átszövő statisztika" konferencia és közös gondolkodás (2019)
- "Az életet átszövő statisztika": Földrajzi környezetünk és az életünk (2020)
- Az életet átszövő statisztika: Absztraktfüzet: Konferencia és közös gondolkodás (2021)

## Díjai
- Széchenyi professzor-ösztöndíj (1999-2002)
- Újhelyi Imre-díj (2001)
- Mestertanár Aranyérem (2003)[3]
- Nagyváthy János-díj (2015)[3]